# Штомбергі
Штомбергі (пол. Sztombergi) — село в Польщі, у гміні Сташув Сташовського повіту Свентокшиського воєводства.
Населення — 285 осіб (2011).
У 1975-1998 роках село належало до Тарнобжезького воєводства.

## Демографія
Демографічна структура на день 31 березня 2011 року:
|          | Загалом | Допрацездатний вік | Працездатний вік | Постпрацездатний вік |
| -------- | ------- | ------------------ | ---------------- | -------------------- |
| Чоловіки | 146     | 38                 | 97               | 11                   |
| Жінки    | 139     | 27                 | 81               | 31                   |
| Разом    | 285     | 65                 | 178              | 42                   |